# Doveton Sturdee
Frederick Charles Doveton Sturdee (ur. 9 czerwca 1859 w Charlton, zm. 7 maja 1925 w Camberley) – brytyjski wojskowy, admirał Royal Navy z okresu I wojny światowej, zwycięzca w bitwie koło Falklandów 8 grudnia 1914 roku.

## Życiorys
Pochodził z rodziny o tradycjach służby wojskowej, jego ojciec, Frederick Rannie Sturdee był komandorem marynarki, zaś dziadek ze strony matki pułkownikiem armii. W 1871 roku rozpoczął służbę w Royal Navy jako kadet na okręcie szkolnym HMS „Britannia”. W początkach swej służby służył na różnych okrętach, brał między innymi udział w bombardowaniu Aleksandrii podczas wojny brytyjsko-egipskiej 1882 roku. W latach 1893−1897, już w stopniu komandora porucznika (Commander), był specjalistą torpedowym w Departamencie Uzbrojenia Admiralicji. Później obejmował różne stanowiska, zarówno na morzu (dowodził między innymi pancernikiem HMS „New Zealand”), jak i w pracy sztabowej.
W 1908 roku został promowany do stopnia kontradmirała (Rear-Admiral). W latach 1910−1912 dowodził 1. Eskadrą Pancerników Home Fleet, 1912−1913 2. Eskadrą Krążowników. W 1913 roku awansował na wiceadmirała (Vice-Admiral). W lipcu 1914 roku został mianowany szefem sztabu wojennego Admiralicji. Pełniąc tę funkcję, był odpowiedzialny między innymi za dyslokację zespołów floty w pierwszych miesiącach wojny. Pośrednio przyczynił się do tragedii trzech okrętów 7. Dywizjonu Krążowników, decydując się, wbrew opinii innych członków sztabu, na utrzymywanie patroli przestarzałych jednostek u wybrzeży Holandii.
Po objęciu stanowiska Pierwszego Lorda Morskiego przez admirała Johna Fishera, z którym był skonfliktowany, Doventon Sturdee został usunięty ze sztabu i wytypowany do objęcia dowództwa nad zespołem dwóch krążowników liniowych, HMS „Invincible” i HMS „Inflexible”, wysyłanych na południowy Atlantyk w celu odszukania i zniszczenia Eskadry Wschodnioazjatyckiej admirała von Spee, zwycięzcy w bitwie pod Coronelem. Po niemal miesięcznym rejsie, przerywanym zawijaniem do kolejnych portów dla uzupełnienia zapasów, eskadra brytyjska dotarła 7 grudnia 1914 roku do Port Stanley. Następnego dnia doszło do starcia z zaskoczonymi obecnością krążowników liniowych na tych wodach Niemcami. Admirał Sturdee odniósł zdecydowane zwycięstwo, zatopione zostały obydwa niemieckie krążowniki pancerne, SMS „Scharnhorst” i SMS „Gneisenau” oraz dwa z trzech krążowników lekkich. Zabitych zostało około 2200 marynarzy niemieckich, w tym admirał von Spee i jego dwaj synowie.
Pomimo niechęci lorda Fishera, admirał Sturdee powrócił do Wielkiej Brytanii witany jako bohater i uhonorowany tytułem baroneta. Powierzono mu dowództwo 4. Eskadry Pancerników. Na jej czele, na pancerniku HMS „Benbow”, wziął udział w bitwie jutlandzkiej. W 1917 roku awansował do stopnia pełnego admirała (Admiral), zaś po zakończeniu wojny otrzymał specjalne podziękowania od Parlamentu i 10 tysięcy funtów gratyfikacji. W latach 1918−1921 pełnił funkcję dowódcy zespołu baz marynarki w Nore. W 1921 roku otrzymał stopień Admiral of the Fleet.
Po przejściu na emeryturę pełnił funkcję prezesa Society for Nautical Research, biorąc aktywny udział w przywróceniu dawnego stanu okrętowi flagowemu admirała Nelsona z bitwy pod Trafalgarem, HMS „Victory”.